# Parathelphusidae
Los paratelfúsidos (Parathelphusidae) son una familia de crustáceos decápodos braquiuros.

## Géneros[2]
| - Adelaena - Arachnothelphusa - Austrothelphusa - Bakousa - Bassiathelphusa - Ceylonthelphusa - Clinothelphusa - Coccusa - Currothelphusa - Esanthelphusa - Geelvinkia - Geithusa - Heterothelphusa - Holthuisana - Irmengardia - Mahatha - Mainitia - Mekongthelphusa - Migmathelphusa - Nautilothelphusa | - Niasathelphusa - Oziothelphusa - Parathelphusa - Pastilla - Perbrinckia - Perithelphusa - Rouxana - Salangathelphusa - Sartoriana - Sayamia - Sendleria - Siamthelphusa - Somanniathelphusa - Spiralothelphusa - Stygothelphusa - Sundathelphusa - Syntripsa - Terrathelphusa - Thelphusula - Torhusa |